# Excentriquehöhle
Die Excentriquehöhle (oder Excentriqueshöhle) ist eine Höhle bei Bad Erlach, einer Marktgemeinde im Bezirk Wiener Neustadt-Land in Niederösterreich. Sie wurde am 30. September 1960 nach dem Naturhöhlengesetz zum Naturdenkmal erklärt. Des Weiteren hat sie am 22. Oktober 1982 den Status der „Besonders geschützten Höhle“ erhalten.
Die Höhle wurde im Zuge der Arbeiten in einem Steinbruch zufällig freigesprengt und steht seitdem unter Schutz. Sie ist reich an Excentriques, also an seltenen Sinterbildungen.
Eine andere Höhle, die ebenfalls unter diesem Namen bekannt ist, befindet sich im Tal von Kaltenleutgeben im Wienerwald (1915/37).